# Longwood (manoir)
Pour les articles homonymes, voir Longwood.
Longwood, également connu sous le nom Nutt's Folly, est un manoir octogonal de style antebellum situé à Natchez dans le Mississippi, aux États-Unis.
Le manoir est inscrit au Registre national des lieux historiques (NRHP) et est un National Historic Landmark. Plus grande maison octogonale du pays, elle dispose d'un dôme d'inspiration byzantin.
Samuel Sloan, un architecte de Philadelphie, conçoit la maison en 1859 pour le planteur de coton Haller Nutt. Le travail est arrêté en 1861 au début de la guerre de Sécession et la mort de Nutt en 1864, laisse le travail incomplet dans son aménagement intérieur.
Longwood est utilisé dans la série américaine True Blood comme lieu de résidence d'un personnage.